# Dahoam is Dahoam
Dahoam is Dahoam (abréviation : DiD ; litt. "Home is Home") est un feuilleton télévisé allemand diffusé par Bayerischer Rundfunk depuis 2007.
La série relate les faits de la vie des habitants du village fictif de Lansing en Haute-Bavière. Les personnages parlent le dialecte bavarois (avec quelques ajustements à l'allemand standard). L'émission est similaire à l'émission britannique ITV Where the Heart is.

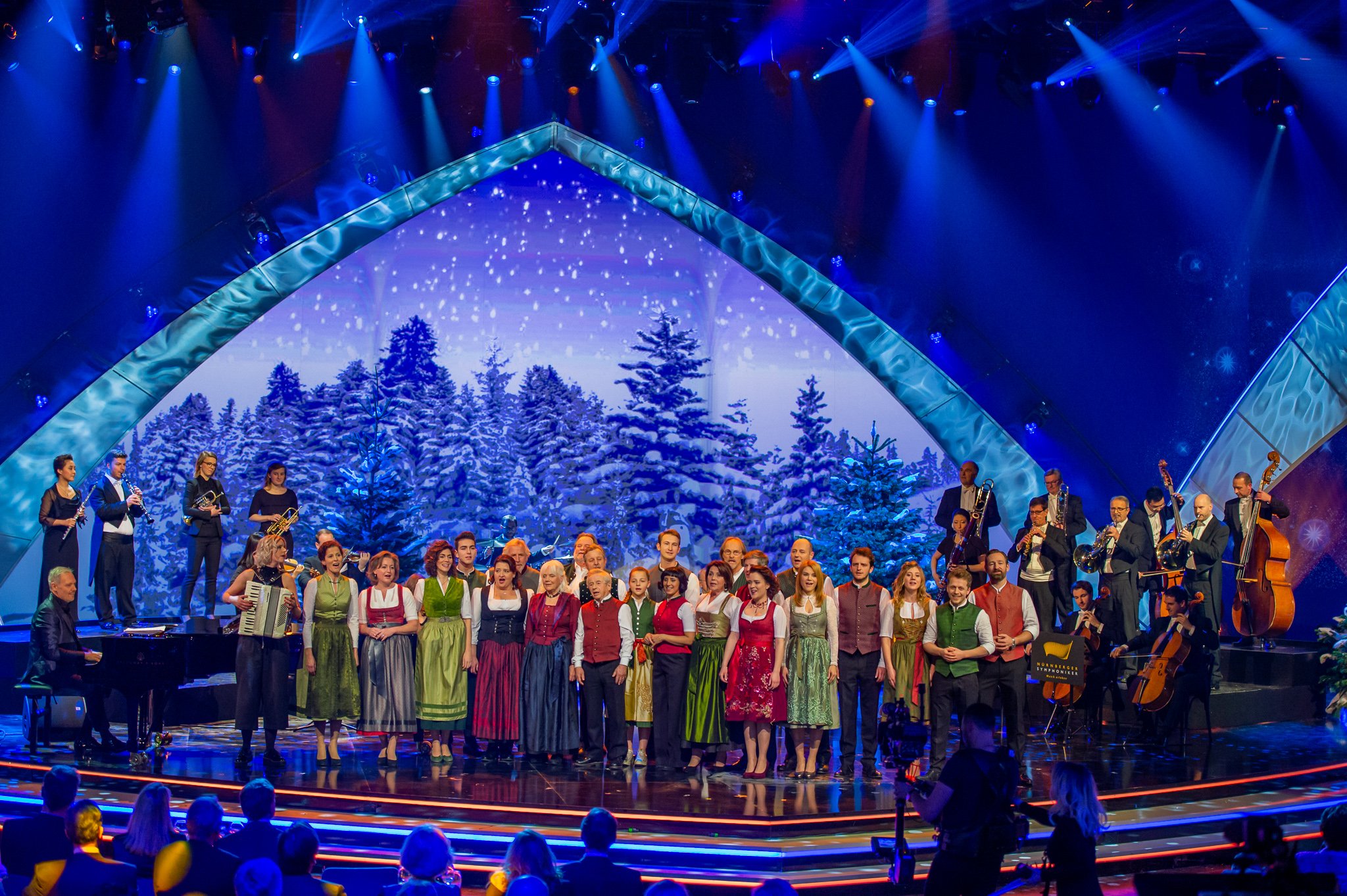
Gala Sternstunden 2019

## Historique
À partir d'août 2007, la série est initialement produite par Polyscreen, une joint-venture entre Constantin Film et Polyphon Hamburg, et Constantin Television GmbH. Depuis l'épisode 1851 (première diffusion en janvier 2017), Dahoam is Dahoam est produit exclusivement par Constantin Television GmbH. Le producteur est Robin von der Leyen, Markus Schmidt-Märkl était également producteur jusqu'en 2017. Dahoam Television GmbH, filiale nouvellement fondée de Constantin Television GmbH, produit la série depuis le début de la dix-huitième saison (épisode 2706, première diffusion en mars 2021). Katrin Frach est productrice depuis 2009. Bettina Ricklefs et Daniela Boehm sont responsables de la rédaction chez Bayerischer Rundfunk.

## Synopsis
Dahoam is Dahoam raconte les expériences des habitants du village fictif de Lansing, en Haute-Bavière. Des histoires sont racontées sur la vie quotidienne de familles et du village, étroitement liées à la famille d'aubergistes Brunner, à la famille de brasseurs Kirchleitner, à la famille Bamberger et à la famille Preissinger. Les personnages principaux porteurs de l'action forment un ensemble central qui change continuellement au fil des saisons.

## Distribution

### Personnages principaux
Classement par ordre d'entrée.
| Acteur/actrice    | Rôle | Épisode | Saison                                        | Rôle principal depuis |
| ----------------- | --- | --- | --------------------------------------------- | --------------------- |
| Ursula Erber      | Theresa Brunner „Theres“ | 1- | 2007-                                         | octobre 2007          |
| Heidrun Gärtner   | Annalena Brunner | 1- | 2007-                                         | octobre 2007          |
| Brigitte Walbrun  | Rosemarie Kirchleitner, divorcée de Brunner „Rosi“ | 1- | 2007-                                         | octobre 2007          |
| Bernhard Ulrich   | Hubert Kirchleitner | 1- | 2007-                                         | octobre 2007          |
| Harry Blank       | Michael Preissinger „Mike“ | 1- | 2007-                                         | octobre 2007          |
| Werner Rom        | Lorenz Schattenhofer | 1- | 2007-                                         | octobre 2007          |
| Horst Kummeth     | Roland Bamberger | 1-2492 2633- | 2007-2020 2020-                               | octobre 2007          |
| Christine Reimer  | Monika Vogl „Moni“ | 16- | 2007-                                         | Avril 2009            |
| Silke Popp        | Ursula Kirchleitner divorcée de Guggenmoser „Uschi“ | 77-383 619- | 2008-2009 2010-                               | décembre 2010         |
| Carina Dengler    | Katharina Benninger „Kathi“ | 1195- | 2013-                                         | octobre 2013          |
| Andreas Geiss     | Benedikt Johannes Stadlbauer | 257-323 603-607 655-658 782-783 893- | 2009 2010 2011 2012-                          | April 2014            |
| Eisi Gulp         | Alexander Wagenbauer „Sascha“ | 1465-1549 1597- | 2015 2015-                                    | octobre 2015          |
| Gerd Lohmeyer     | Michael Gerstl (Fonctionnaire du Landratsamt Baierkofen, Unité de la sécurité et de l'ordre, à la retraite depuis décembre 2016, depuis janvier 2017, locataire du kiosque de Lansing)                                                                                  | 358-389 466-470 513-515 618-620 751-752 791-794 846 945-1022 1086-1100 1128-1129 1143 1158 1194-1195 1269-1275 1293 1327-1328 1378-1379 1453-1466 1492-1494 1551-1553 1598-1605 1660-1661 1758 1823- | 2009 2010 2011 2012 2013 2014 2015 2016 2016- | décembre 2016         |
| Sophie Reiml      | Sarah Brandl (Sœur du Père Simon Brandl) | 2132-2135 2210-3015 | 2018 2018-2022                                | octobre 2018          |
| Mira Mazumdar     | Polizeioberkommissarin Josephine Drechsler „Josy“ (Nichte von Roland Bambergers Schwager, zunächst zur Aushilfe in Lansing, ab Folge 2338 fest in der Lansinger Polizeistation)                                                                                         | 2287- | 2019-                                         | mars 2019             |
| Laura Tashina     | Jenny Falke | 2614-2723 2815-2817 2863-2870 2893-2908 2963-3015 | 2020-2022                                     | octobre 2020          |
| Sybille Waury     | Dr. Vera Hülsmann (Nouvelle partenaire de Roland Bamberger) | 2635- | 2020-                                         | Novembre 2020         |
| Daniel Popat      | Père Bindian Balu Burman | 2795- | 2021-                                         | Août 2021             |
| Adrian Bräunig    | Jonas Faber „Joschi“ (ami de Christian Preissinger) | 1793- | 2016-                                         | Septembre 2021        |
| Markus Baumeister | Gregor Brunner (#2) De l'épisode 517 (mai 2010) à l'épisode 2806 (septembre 2021), Gregor Brunner est incarné par l'acteur Holger M. Wilhelm. Markus Baumeister le remplace depuis 'temporairement', pendant sa pause dans le rôle de Gregor Brunner (voir ci-dessous). | 2817- | 2021-                                         | Septembre 2021        |
| Anita Eichhorn    | Tina Brenner (Cousine de Sarah Brandl, pharmacienne) | 2856- | 2021-                                         | décembre 2021         |
| Andreas Gießer    | Severin Zechner (Un nouvel assistant à la ferme Vogl, récemment libéré de prison) | 2902- | 2022-                                         | mars 2022             |

### Personnages secondaires
Classement par ordre d'entrée.
| Acteur/actrice                            | Rôle                                                                   | Épisode | Saison                                                 | Remarques |
| ----------------------------------------- | ---------------------------------------------------------------------- | --- | ------------------------------------------------------ | --- |
| Christine Franzel                         | Zenzi Zöttl                                                            | 1- | 2007-                                                  | Landfrau Zenzi, Ehefrau von Gemeinderat Hans Zöttl |
| Heinrich Stadler                          | Heinrich Stadler                                                       | 2- | 2007-                                                  | Arbeitet in der Brauerei Kirchleitner |
| Marco Bretscher-Coschignano               | Korbinian Vogl „Korbi“                                                 | 553-646 709-711 742-743 804-805 822-919 1013-1015 1866-1910 2038-2803 2937-2967                                                                             | 2010 2011 2011-2012 2012 2017 2017-2021 2022           | Sohn von Monika und Peter, ehemaliger Freund von Yvonne; ging im Jahr 2012 beruflich für mehrere Jahre nach China; schloss 2018 seine Schreiner-Meisterprüfung ab und machte sich danach in Lansing selbstständig |
| Manuela Baumhäckel (anciennement Furtner) | Gabriele Rankl                                                         | 650- | 2011-                                                  | Landfrau Gabi |
| Helga Januschkowetz                       | Gundi Wittmann                                                         | ???- | 2011-                                                  | Landfrau Gundi, collaboratrice au magasin de journaux d'Alois Preissinger et Michael Gerstl |
| Levent Özdil                              | Tuncay Kaya                                                            | 743-11?? 1542-1580 1721-1901 1992-2184 2498 2528 2890-2891 3033-3072                                                                                        | 2011-2013 2015 2016-2017 2017-2018 2020 2022 2022      | Compagnon mécatronique dans l’atelier automobile de Mike Preissinger jusqu’en 2017, depuis 2018, indépendant comme „Dellendoktor“                                                                                 |
| Claus Steigenberger                       | Anton Gschwendtner „Done“                                              | 757-760 1453- | 2011 2015-                                             | Agriculteur à Lansing, depuis 2023 directeur général de la GmbH à but non lucratif de l'exploitation agricole de Lorenz Schattenhofer                                                                             |
| Philipp Schneider                         | Philipp Bauer                                                          | 1035- | 2012-                                                  | Ami (d'école) de Felix (Première apparition dans l’épisode 916 Schwein g'habt) |
| Fritz Scheuermann                         | Frank Brettschneider                                                   | 746-791 964-965 1136-1139 1363-1409 1485 1516-1517 1611-1632 1681-1682 1704-1722 1746-1747 1939-1945 2003 2040-2071 2128-2129 2178-2180 2278 2461 2663-2812 | 2011 2012 2013 2014 2015 2016 2017 2018 2019 2020 2021 | Diskothekenbesitzer, Client Oldtimer de Mike Preissinger, Ami et client de Hubert Kirchleitner |
| Veronika Geißler                          | Erika Riedle                                                           | 1155- | 2013-                                                  | Landfrau Erika depuis 2020 2e maire de la commune de Lansing |
| Dennis Hofmuth                            | Pauli Hartldinger                                                      | 1182- | 2013-                                                  | |
| Richard Brückl                            | Matthias Gmundner                                                      | 1353- | 2014-                                                  | Landwirt in Lansing |
| Lotta Krebs                               | Emma Brunner née Lechner (#2)                                          | 1486- | 2015-                                                  | Tochter von Fanny Emma Lechner était déjà présente dans les épisodes 1204 à 1456 de 2013 à 2015, mais elle a été incarnée par une autre actrice (voir ci-dessous).                                                |
| Mia Löffler                               | Franziska Kirchleitner „Franzi“ (à partir de l’âge d’environ 1,5 ansn) | 1594- | 2015-                                                  | (De 2013 à 2015, quatre bébés différents ont été utilisés comme Franziska Kirchleitner avant que Mia Löffler ne les incarne comme un véritable rôle)                                                              |
| Sabrina Dietel                            | Ulla Meißner                                                           | ???- | 2016-                                                  | Von 2016 an Aushilfsbedienung im Brunnerwirt, ab 2023 (Folge 3080) Verwaltungskraft in der Gemeindeverwaltung Lansing                                                                                             |
| Lukas Lutter                              | Emil                                                                   | 2124- | 2018-                                                  | |
| Michael Dietmayr                          | Manfred Haas                                                           | 2311- | 2019-                                                  | Polizist in Lansing |
| Michael Vogtmann                          | Joseph Brunner (#2)                                                    | 2597-2610 2953- | 2020 2022                                              | Depuis 2020, Michael Vogtmann joue l’ancien rôle principal Joseph Brunner lors de représentations invitées ou comme rôle secondaire                                                                               |
| Marion Niederländer                       | Dorothea Drechsler „Doro“                                              | 2580-2661 2840-2843 2915-3002 3081-3096 | 2020 2021 2022 2023                                    | Mutter von Josephine |
| Sarah Camp                                | Margot Gerstl (née Niedermayer)                                        | 2721- | 2021-                                                  | Ornithologue amateur et amie de Michael Gerstl, marié avec lui depuis l’épisode 2900et |